# 阿福諾
阿福諾（英語：Afono）是位於美屬薩摩亞圖圖伊拉島東北海岸的一個村莊。它是島上人口較多的村莊之一，位於阿福諾灣邊緣。
阿福諾位於阿福諾山口上方，阿福諾山口位於幻雨人山和莫加洛亞山脊之間。該村是傳統茅草屋的所在地。
圖圖伊拉島上最著名、最大的鞘尾蝠棲息地位於阿福諾附近的阿納佩佩灣。二十年前，阿納佩佩灣總共有一萬隻鞘尾蝠。